# 2023年ベルゴロド州への攻撃
2023年ベルゴロド州への攻撃（2023ねんベルゴロドしゅうへのこうげき）は、2022年のロシアによるウクライナ侵攻のうち、2023年5月22日に始まったロシアベルゴロド州・クルスク州で発生した一連の戦闘である。

## 戦闘

### コジンカの戦い
2023年5月22日現地時間12時頃に、OSINTのMilitaryLand.netが「ロシアの反体制軍事組織である「ロシア義勇軍団」が戦車を用いてベルゴロド州コジンカの国境警備施設を襲撃したと報告した。そして、その約1時間後（現地時間13時頃）にはコジンカが占領された。
現地時間15時頃には、Visegrád24が、ロシア義勇軍団と自由ロシア軍団（以下親ウクライナ派）がコジンカに加えてグロトヴォ、ゴーラ・ポドルを占領したと報告した。
ウクライナ国防省傘下の情報総局は22日、ロシア・ベルゴロド州にて、ロシア国民のみが参加する民間ウクライナ人の保護のための「安全地帯」創設のための作戦が遂行されていると発表した。また、「ロシア国民により構成されている『ロシア義勇軍団』と『自由ロシア軍団』が、ウクライナ民間人の保護のための一定の安全地帯の創設を目的として、いわゆるプーチン体制からのベルゴロド州領土の解放と対立者排除の作戦を始めた」とした。
ロシア義勇軍団と自由ロシア軍団は総数約150名とされる。
23日現地時間19時頃には、Visegrád24が、親ウクライナ派がコジンカの約50km東方にあるゴルコフスキー、シチェティノフカを占領したと報告した。
同日現地時間22時頃には、親ウクライナ派がベルゴロド州に隣接するロシアクルスク州のゴゴレフカに進軍したことが画像付きで確認された。
5月24日夜、親ウクライナ派は「ロシア軍を国境線に分散させる」という目標を達成したとして一旦国境線まで撤退するもウクライナ領内からの攻撃は引き続き続いている。

### シェベキノの戦い
6月1日、親ウクライナ派がシェベキノ方面への新たな攻撃を表明し、国境検問所で新たな戦闘が発生した。これに伴いシェベキノ及びその周辺の都市に住んでいたロシア人は避難を余儀なくされ、6月3日にはロシア側で少なくとも2人の死者を出した。
6月4日、ベルゴロド州で戦闘を続けているロシア義勇軍団は、ロシア兵の2人を捕虜にしたことを明らかにし、ベルゴロド州知事のヴャチェスラフ・グラトコフに対して捕虜交換を持ちかけたが、州知事は応じなかった。
6月5日、ロシア義勇軍団はシェベキノの南西に位置する集落、ノバヤ・タボルジャンカを陥落させたと主張、これに対しグラトコフ州知事が国営ロシア通信の取材に対し、「我々は現在ノバヤ・タボルジャンカに入れない」と述べ、支配権を失ったことを事実上認めた。

## ロシア義勇軍団と自由ロシア軍団側の装備
OSINTのOSINTdefenderは、自由ロシア軍団が戦車2両、装甲兵員輸送車1両、アメリカのハンヴィー・MRAPを含んだ装甲車両9両を用いていると報告した。
また、正確な位置は不明ながらも、ロシア軍側のBTR-82やR-330Zh（移動式トラックに搭載された電子戦ジャミング通信ステーション）が鹵獲された映像も複数確認されている。
23日には、グレイヴォロンにてロシア治安部隊から鹵獲したBTR-80に乗るロシア義勇軍団員の動画が確認された。

## 反応

### ウクライナ
ウクライナ国防省情報総局のアンドリー・ユソフ報道官によれば、このロシアへの越境攻撃はどちらもほとんどロシア人で構成されるロシア義勇軍団と自由ロシア軍団によって行われ、「領土開放」とウクライナ市民を保護するための回廊を構築するために実行されたとしている。
ウクライナ大統領のウォロディミル・ゼレンスキーはウクライナ政府がこの攻撃にいかなる関与もしておらず、ロシアの「暴力的な抵抗運動」によるものだとした。また、ミハイロ・ポドリャクウクライナ大統領府長官顧問はウクライナの紛争への関与を否定した上で関心を持って状況を注視していると述べ、「戦車はどのロシアの軍事用品店でも販売されている」とドンバス戦争等におけるリトル・グリーンメンに言及した皮肉を述べている。

### ロシア
ロシアのドミトリー・ペスコフ報道官はこの攻撃をバフムートの戦いから視点をそらし、バフムートでのウクライナ敗北の政治的影響を最小限にする試みだと述べた。

### アメリカ
アメリカ国務省のマシュー・ミラー報道官は22日、アメリカはウクライナに対して自国領の外での攻撃のための能力は提供しておらず、ウクライナ首脳陣にそのような攻撃を奨励もしていないが、他方で、ウクライナは自らの作戦の仕方を自分で決められるとし、ロシアはこの戦争の侵略国だと発言した。

## 関連した出来事
「自由ロシア軍団」は22日夜、テレグラムに、モスクワ大学の上空に反体制旗である白青白旗が掲げられている様子を映した映像を投稿した。
23日の現地時間13時頃には、ベルゴロド州の鉄道駅付近やFSBのビルで爆発が発生したと動画付きで報告された。